# Gozdnica
Artikeln handlar om staden i Lubusz vojvodskap i Polen. För den tjeckiska orten i östra Sudeterna, även den kallad Freiwaldau på tyska, se Jeseník.
Gozdnica, tyska: Freiwaldau, är en stad i västra Polen, belägen i distriktet Powiat żagański i Lubusz vojvodskap. Staden hade 3 253 invånare år 2014 och utgör administrativt en stadskommun.

## Geografi
Staden ligger i det historiska landskapet Schlesien vid den mindre floden Młyniczna, åtta kilometer från den polsk-tyska gränsen vid Lausitzer Neisse.

## Historia
Arkeologiska fynd visar att bosättningar i området har funnits sedan yngre stenålder. Orten grundades 1285 i hertigdömet Sagan i Schlesien, en kilometer norr om gränsen mot Oberlausitz på vägen mellan Priebus och Bunzlau. 1315 erhöll Freiwaldau stadsrättigheter. Stadens utveckling förhindrades av konkurrensen med staden Görlitz, som ville stoppa all handel som kringgick Görlitz.
1602 blev staden, efter att tidigare tillhört Amt Priebus, del av Herrenschaft Burau. Från 1684 var detta sammanslaget med Halbau och ägdes av grevarna von Promnitz och von Kospoth.
1742 blev Freiwaldau del av kungadömet Preussen efter Österrikiska tronföljdskriget och förlorade sina stadsrättigheter 1750. Från 1816 till 1932 var staden en köping i Landkreis Sagan i provinsen Schlesien, därefter i Landkreis Sprottau.
I början av 1700-talet påbörjades brytning av brunkol och lermineraler nordväst om staden. Under 1800-talet uppstod en taktegelindustri i orten som påskyndade utvecklingen, och Gottfried Sturms taktegelfirma, grundad 1885, hade 1943 över 700 anställda vid två fabriker. Ytterligare elva mindre företag producerade stengods och Bunzlaukeramik.
Mellan 1936 och 1945 låg Freiwaldaus flygbas norr om staden.
Efter andra världskriget blev orten del av Folkrepubliken Polen 1945 och döptes av myndigheterna till Gozdnica. År 1955 klassades staden som stadsliknande tätort, och 1967 återfick den stadsrättigheterna.